# 5589 De Meis
5589 De Meis è un asteroide della fascia principale. Scoperto nel 1990, presenta un'orbita caratterizzata da un semiasse maggiore pari a 2,7480994 UA e da un'eccentricità di 0,0391383, inclinata di 2,01878° rispetto all'eclittica.
L'asteroide era stato inizialmente battezzato 5589 Demeis per poi essere corretto nella denominazione attuale.
L'asteroide è dedicato all'italiano Salvatore De Meis impegnato nella datazione degli eventi storici tramite la correlazione con gli eventi astronomici.